# Druga nogometna liga 2023-2024
La Druga nogometna liga 2023-2024, conosciuta anche come SuperSport Druga nogometna liga 2023-2024 per motivi di sponsorizzazione, ed abbreviata in 2. NL 2023-2024 (In italiano: Seconda lega calcistica 2023-24), è la 33ª edizione della terza divisione, la seconda a girone unico, del campionato di calcio croato.
Questa è la seconda edizione con questo nome (dal 1992 al 2022 si chiamava Treća hrvatska nogometna liga, abbreviata in 3. HNL), in seguito alla riorganizzazione del sistema calcistico in Croazia: oltre al cambio del nome, la terza divisione passa da 5 gironi di 12 o 18 squadre al girone unico da 16.

## Avvenimenti
Delle 16 squadre della stagione precedente, due sono state promosse in 1. NL e 3 sono state retrocesse in quarta divisione (3. NL).

Dalla divisione inferiore sono state promosse tre squadre, mentre due sono state retrocesse dalla quella superiore, riportando così l'organico a 16 compagini.

### Formula
- Le 16 squadre disputano 30 giornate, al termine delle quali:
  - La prima classificata viene promossa in 1. NL 2024-2025.
  - La seconda classificata va allo spareggio con la penultima della 1. NL 2023-2024.
  - La terz'ultima classificata va agli spareggi con le vincitrici dei 5 gironi della 3. NL 2023-2024.
  - Le ultime due classificate retrocedono direttamente in 3. NL 2024-2025.
- Per la promozione od il mantenimento della categoria, i club devono ottenere la licenza da parte della HNS e rientrare entro i seguenti piazzamenti:[4]
  - Piazzarsi entro i primi 4 posti per fare richiesta di promozione in 1. NL 2024-2025.
  - Piazzarsi entro i primi 15 posti per fare richiesta di iscrizione alla 2. NL 2024-2025.

## Squadre partecipanti
| Squadr               | Sede                | Stadio                                         | Stagione 2022-23 | Stagione 2022-23 |
| Squadr               | Sede                | Stadio                                         | Pos.             | Divisione        |
| -------------------- | ------------------- | ---------------------------------------------- | ---------------- | ---------------- |
| Kustošija            | Kustošija, Zagabria | Stadion NK Kustošija                           | 11º              | 1. NL            |
| Hrvatski Dragovoljac | Siget, Zagabria     | ŠNC Stjepan Spajić                             | 12º              | 1. NL            |
| Jadran Ploče         | Porto Tolero        | Stadion Jadranovo                              | 3º               | 2. NL            |
| Mladost Ždralovi     | Ždralovi, Bjelovar  | Stadion Brdo                                   | 4º               | 2. NL            |
| Bjelovar             | Bjelovar            | Gradski stadion                                | 5º               | 2. NL            |
| Dugo Selo            | Dugo Selo           | Gradski stadion                                | 6º               | 2. NL            |
| Opatija              | Abbazia             | Stadion Opatija Stadio Cantrida di Fiume       | 7º               | 2. NL            |
| Hrvace               | Ervazza             | Stadion NK Hrvace                              | 8º               | 2. NL            |
| Belišće              | Belišće             | Gradski stadion                                | 9º               | 2. NL            |
| Jadran Poreč         | Parenzo             | Stadion Veli Jože                              | 10º              | 2. NL            |
| Marsonia 1909        | Slavonski Brod      | ŠRC Stanko Vlainić-Dida                        | 11º              | 2. NL            |
| Grobničan Čavle      | Zaule di Liburnia   | Stadion Mavrinci                               | 12º              | 2. NL            |
| Trnje                | Trnje, Zagabria     | Stadion NK Trnje                               | 13º              | 2. NL            |
| Krk                  | Veglia              | SRC Josip Uravić−Pepi Stadio Cantrida di Fiume | 1º               | 3. NL Ovest      |
| Karlovac             | Karlovac            | Stadion Branko Čavlović-Čavlek                 | 1º               | 3. NL Centro     |
| Radnik Križevci      | Križevci            | Gradski stadion                                | 1º               | 3. NL Nord       |

## Classifica
|                            | Pos. | Squadra              | Pt | G  | V  | N  | P  | GF | GS | DR  |
| -------------------------- | ---- | -------------------- | -- | -- | -- | -- | -- | -- | -- | --- |
|                            | 1.   | Opatija              | 64 | 30 | 20 | 4  | 6  | 48 | 21 | +27 |
|                            | 2.   | Kustošija            | 61 | 30 | 18 | 7  | 5  | 61 | 25 | +36 |
|                            | 3.   | Mladost Ždralovi     | 60 | 30 | 18 | 6  | 6  | 55 | 23 | +32 |
|                            | 4.   | Radnik Križevci      | 58 | 30 | 18 | 4  | 8  | 51 | 30 | +21 |
|                            | 5.   | Karlovac             | 56 | 30 | 17 | 5  | 8  | 43 | 33 | +10 |
|                            | 6.   | Jadran Ploče         | 47 | 30 | 12 | 11 | 7  | 42 | 28 | +14 |
|                            | 7.   | Marsonia 1909        | 40 | 30 | 12 | 4  | 14 | 52 | 55 | –3  |
|                            | 8.   | Bjelovar             | 39 | 30 | 11 | 6  | 13 | 49 | 52 | –3  |
|                            | 9.   | Dugo Selo            | 37 | 30 | 9  | 10 | 11 | 39 | 37 | +2  |
|                            | 10.  | Hrvatski Dragovoljac | 36 | 30 | 10 | 6  | 14 | 37 | 46 | –9  |
|                            | 11.  | Hrvace               | 36 | 30 | 11 | 3  | 16 | 46 | 60 | –14 |
|                            | 12.  | Grobničan Čavle      | 35 | 30 | 8  | 11 | 11 | 45 | 42 | +3  |
|                            | 13.  | Trnje Zagabria       | 33 | 30 | 10 | 3  | 17 | 30 | 49 | –19 |
|                            | 14.  | Jadran Parenzo       | 28 | 30 | 6  | 10 | 14 | 36 | 58 | –22 |
|                            | 15.  | Krk                  | 24 | 30 | 5  | 9  | 16 | 26 | 46 | –20 |
|                            | 16.  | Belišće              | 13 | 30 | 2  | 7  | 21 | 21 | 76 | –55 |
| Fonte: SUPERSPORT DRUGA NL |      |                      |    |    |    |    |    |    |    |     |

Legenda:
      Promosso in 1. NL 2024-25.
  Partecipa alle qualificazioni.
      Retrocesso in 3. NL 2024-25.
      Escluso dal campionato.
Regolamento:
Tre punti a vittoria, uno a pareggio, zero a sconfitta.
In caso di arrivo di due o più squadre a pari punti, la graduatoria viene stilata secondo la classifica avulsa tra le squadre interessate; se la parità persiste si ricorre alla differenza reti.

## Risultati

### Tabellone
|                      | Bel  | Bje  | D.S  | Gro  | H.D  | Hrv  | Par  | Plo  | Kar  | Krk  | Kus  | Mar  | Mla  | Opa  | R.K  | Trn  |
| -------------------- | ---- | ---- | ---- | ---- | ---- | ---- | ---- | ---- | ---- | ---- | ---- | ---- | ---- | ---- | ---- | ---- |
| Belišće              | –––– | 2-4  | 0-0  | 2-2  | 1-2  | 0-2  | 1-1  | 0-3  | 1-1  | 1-1  | 1-6  | 0-4  | 0-0  | 1-1  | 0-2  | 0-2  |
| Bjelovar             | 4-1  | –––– | 1-5  | 3-0  | 3-2  | 2-3  | 1-1  | 2-1  | 2-0  | 4-0  | 0-2  | 2-2  | 2-0  | 0-2  | 3-2  | 1-0  |
| Dugo Selo            | 5-2  | 2-0  | –––– | 0-0  | 4-0  | 2-2  | 1-1  | 0-0  | 0-1  | 0-0  | 0-1  | 0-3  | 1-2  | 0-1  | 2-2  | 2-0  |
| Grobničan Čavle      | 5-0  | 3-3  | 2-2  | –––– | 3-1  | 4-0  | 1-1  | 0-0  | 0-1  | 1-1  | 5-3  | 4-2  | 2-1  | 1-1  | 2-0  | 3-0  |
| Hrvatski Dragovoljac | 3-2  | 3-2  | 0-2  | 2-0  | –––– | 3-0  | 1-1  | 0-0  | 2-0  | 1-1  | 0-4  | 1-2  | 2-1  | 0-0  | 0-2  | 2-1  |
| Hrvace               | 6-0  | 2-1  | 2-1  | 2-2  | 0-4  | –––– | 4-3  | 2-0  | 0-1  | 3-1  | 1-3  | 2-1  | 1-2  | 2-1  | 0-2  | 0-4  |
| Jadran Parenzo       | 3-0  | 3-0  | 1-1  | 2-2  | 1-1  | 2-1  | –––– | 0-3  | 5-1  | 2-0  | 2-2  | 1-3  | 0-4  | 0-2  | 0-2  | 1-0  |
| Jadran Ploče         | 2-0  | 1-0  | 2-1  | 0-0  | 2-1  | 3-2  | 3-0  | –––– | 3-1  | 1-1  | 3-1  | 2-3  | 0-0  | 2-3  | 1-2  | 1-1  |
| Karlovac             | 2-0  | 4-0  | 3-1  | 2-1  | 1-0  | 4-0  | 2-2  | 2-2  | –––– | 0-0  | 1-1  | 2-1  | 3-2  | 2-1  | 2-0  | 0-3  |
| Krk                  | 0-1  | 1-1  | 1-1  | 2-1  | 2-2  | 2-1  | 1-0  | 2-3  | 1-0  | –––– | 0-2  | 1-2  | 0-1  | 1-2  | 0-1  | 2-3  |
| Kustošija            | 1-0  | 1-1  | 4-0  | 2-0  | 3-0  | 3-1  | 4-2  | 1-0  | 0-1  | 3-0  | –––– | 0-1  | 1-1  | 1-0  | 1-1  | 4-0  |
| Marsonia 1909        | 4-1  | 0-2  | 1-2  | 2-0  | 1-3  | 2-3  | 2-0  | 1-1  | 2-1  | 2-3  | 1-1  | –––– | 1-1  | 1-4  | 1-3  | 2-4  |
| Mladost Ždralovi     | 2-1  | 4-1  | 3-1  | 3-0  | 2-0  | 1-0  | 5-0  | 1-0  | 2-3  | 2-0  | 0-0  | 4-1  | –––– | 3-1  | 3-0  | 3-0  |
| Opatija              | 5-0  | 4-2  | 2-1  | 1-0  | 1-0  | 1-0  | 2-1  | 0-0  | 1-0  | 1-0  | 2-0  | 3-1  | 1-0  | –––– | 0-1  | 2-0  |
| Radnik Križevci      | 3-0  | 2-1  | 0-1  | 2-1  | 1-0  | 3-3  | 5-0  | 0-2  | 0-1  | 2-1  | 1-2  | 4-1  | 1-1  | 1-0  | –––– | 4-1  |
| Trnje Zagabria       | 0-3  | 0-0  | 0-1  | 1-0  | 3-1  | 2-1  | 2-1  | 1-1  | 0-1  | 2-1  | 0-4  | 0-2  | 0-1  | 0-3  | 0-2  | –––– |

### Calendario
| Andata (1ª) | Andata (1ª) | 1ª giornata                      | Ritorno (16ª) | Ritorno (16ª) |
|             |             |                                  |               |               |
| 19 agosto   | 1-1         | Krk - Dugo Selo                  | 0-0           | 24 febbraio   |
| 19 agosto   | 0-0         | Grobničan - Jadran LP            | 0-0           | 24 febbraio   |
| 19 agosto   | 0-4         | Hrvace - Trnje                   | 1-2           | 24 febbraio   |
| 19 agosto   | 3-2         | Karlovac 1919 - Mladost Ždralovi | 3-2           | 24 febbraio   |
| 19 agosto   | 3-2         | Bjelovar - Radnik Križevci       | 1-2           | 24 febbraio   |
| 19 agosto   | 1-1         | Jadran Poreč - Hrv. dragovoljac  | 1-1           | 24 febbraio   |
| 19 agosto   | 0-1         | Kustošija - Marsonia             | 1-1           | 24 febbraio   |
| 19 agosto   | 1-1         | Belišće - Opatija                | 0-5           | 24 febbraio   |

| Andata (2ª) | Andata (2ª) | 2ª giornata                    | Ritorno (17ª) | Ritorno (17ª) |
|             |             |                                |               |               |
| 26 agosto   | 0-1         | Dugo Selo - Opatija            | 1-2           | 2 marzo       |
| 26 agosto   | 4-1         | Marsonia - Belišće             | 4-0           | 2 marzo       |
| 26 agosto   | 0-4         | Hrv. dragovoljac - Kustošija   | 0-3           | 2 marzo       |
| 26 agosto   | 5-0         | Radnik Križevci - Jadran Poreč | 2-0           | 2 marzo       |
| 26 agosto   | 4-1         | Mladost Ždralovi - Bjelovar    | 0-2           | 2 marzo       |
| 26 agosto   | 0-3         | Karlovac 1919 - Trnje          | 1-0           | 2 marzo       |
| 26 agosto   | 3-2         | Jadran LP - Hrvace             | 0-2           | 2 marzo       |
| 26 agosto   | 2-1         | Krk - Grobničan                | 1-1           | 2 marzo       |

| Andata (3ª) | Andata (3ª) | 3ª giornata                     | Ritorno (18ª) | Ritorno (18ª) |
|             |             |                                 |               |               |
| 2 settembre | 2-2         | Grobničan - Dugo Selo           | 0-0           | 9 marzo       |
| 2 settembre | 3-1         | Hrvace - Krk                    | 1-2           | 9 marzo       |
| 2 settembre | 2-2         | Karlovac 1919 - Jadran LP       | 1-3           | 9 marzo       |
| 2 settembre | 1-0         | Bjelovar - Trnje                | 0-0           | 9 marzo       |
| 2 settembre | 0-4         | Jadran Poreč - Mladost Ždralovi | 0-5           | 9 marzo       |
| 2 settembre | 1-1         | Kustošija - Radnik Križevci     | 2-1           | 9 marzo       |
| 2 settembre | 1-2         | Belišće - Hrv. dragovoljac      | 2-3           | 9 marzo       |
| 2 settembre | 3-1         | Opatija - Marsonia              | 4-1           | 9 marzo       |

| Andata (4ª) | Andata (4ª) | 4ª giornata                  | Ritorno (19ª) | Ritorno (19ª) |
|             |             |                              |               |               |
| 9 settembre | 0-3         | Dugo Selo - Marsonia         | 2-1           | 16 marzo      |
| 9 settembre | 0-0         | Hrv. dragovoljac - Opatija   | 0-1           | 16 marzo      |
| 9 settembre | 3-0         | Radnik Križevci - Belišće    | 2-0           | 16 marzo      |
| 9 settembre | 0-0         | Mladost Ždralovi - Kustošija | 1-1           | 16 marzo      |
| 9 settembre | 2-1         | Trnje - Jadran Poreč         | 0-1           | 16 marzo      |
| 9 settembre | 1-0         | Jadran LP - Bjelovar         | 1-2           | 16 marzo      |
| 9 settembre | 1-0         | Krk - Karlovac 1919          | 0-0           | 16 marzo      |
| 9 settembre | 4-0         | Grobničan - Hrvace           | 2-2           | 16 marzo      |

| Andata (5ª)  | Andata (5ª) | 5ª giornata                 | Ritorno (20ª) | Ritorno (20ª) |
|              |             |                             |               |               |
| 16 settembre | 2-1         | Hrvace - Dugo Selo          | 2-2           | 23 marzo      |
| 16 settembre | 2-1         | Karlovac 1919 - Grobničan   | 1-0           | 23 marzo      |
| 16 settembre | 4-0         | Bjelovar - Krk              | 1-1           | 23 marzo      |
| 16 settembre | 0-3         | Jadran Poreč - Jadran LP    | 0-3           | 23 marzo      |
| 16 settembre | 4-0         | Kustošija - Trnje           | 4-0           | 23 marzo      |
| 16 settembre | 0-0         | Belišće - Mladost Ždralovi  | 1-2           | 23 marzo      |
| 16 settembre | 0-1         | Opatija - Radnik Križevci   | 0-1           | 23 marzo      |
| 16 settembre | 1-3         | Marsonia - Hrv. dragovoljac | 2-1           | 23 marzo      |

| Andata (6ª)  | Andata (6ª) | 6ª giornata                  | Ritorno (21ª) | Ritorno (21ª) |
|              |             |                              |               |               |
| 23 settembre | 4-0         | Dugo Selo - Hrv. dragovoljac | 2-0           | 30 marzo      |
| 23 settembre | 4-1         | Radnik Križevci - Marsonia   | 3-1           | 30 marzo      |
| 23 settembre | 3-1         | Mladost Ždralovi - Opatija   | 0-1           | 30 marzo      |
| 23 settembre | 0-3         | Trnje - Belišće              | 2-0           | 30 marzo      |
| 23 settembre | 3-1         | Jadran LP - Kustošija        | 0-1           | 30 marzo      |
| 23 settembre | 1-0         | Krk - Jadran Poreč           | 0-2           | 30 marzo      |
| 23 settembre | 3-3         | Grobničan - Bjelovar         | 0-3           | 30 marzo      |
| 23 settembre | 0-1         | Hrvace - Karlovac 1919       | 0-4           | 30 marzo      |

| Andata (7ª)  | Andata (7ª) | 7ª giornata                        | Ritorno (22ª) | Ritorno (22ª) |
|              |             |                                    |               |               |
| 30 settembre | 3-1         | Karlovac 1919 - Dugo Selo          | 1-0           | 6 aprile      |
| 30 settembre | 2-3         | Bjelovar - Hrvace                  | 1-2           | 6 aprile      |
| 30 settembre | 2-2         | Jadran Poreč - Grobničan           | 1-1           | 6 aprile      |
| 30 settembre | 3-0         | Kustošija - Krk                    | 2-0           | 6 aprile      |
| 30 settembre | 0-3         | Belišće - Jadran LP                | 0-2           | 6 aprile      |
| 30 settembre | 2-0         | Opatija - Trnje                    | 3-0           | 6 aprile      |
| 30 settembre | 1-1         | Marsonia - Mladost Ždralovi        | 1-4           | 6 aprile      |
| 30 settembre | 0-2         | Hrv. dragovoljac - Radnik Križevci | 0-1           | 6 aprile      |

| Andata (8ª) | Andata (8ª) | 8ª giornata                         | Ritorno (23ª) | Ritorno (23ª) |
|             |             |                                     |               |               |
| 7 ottobre   | 2-2         | Dugo Selo - Radnik Križevci         | 1-0           | 13 aprile     |
| 7 ottobre   | 2-0         | Mladost Ždralovi - Hrv. dragovoljac | 1-2           | 13 aprile     |
| 7 ottobre   | 0-2         | Trnje - Marsonia                    | 4-2           | 13 aprile     |
| 7 ottobre   | 2-3         | Jadran LP - Opatija                 | 0-0           | 13 aprile     |
| 7 ottobre   | 0-1         | Krk - Belišće                       | 1-1           | 13 aprile     |
| 7 ottobre   | 5-3         | Grobničan - Kustošija               | 0-2           | 13 aprile     |
| 7 ottobre   | 4-3         | Hrvace - Jadran Poreč               | 1-2           | 13 aprile     |
| 7 ottobre   | 4-0         | Karlovac 1919 - Bjelovar            | 0-2           | 13 aprile     |

| Andata (9ª) | Andata (9ª) | 9ª giornata                        | Ritorno (24ª) | Ritorno (24ª) |
|             |             |                                    |               |               |
| 14 ottobre  | 1-5         | Bjelovar - Dugo Selo               | 0-2           | 20 aprile     |
| 14 ottobre  | 5-1         | Jadran Poreč - Karlovac 1919       | 2-2           | 20 aprile     |
| 14 ottobre  | 3-1         | Kustošija - Hrvace                 | 3-1           | 20 aprile     |
| 14 ottobre  | 2-2         | Belišće - Grobničan                | 0-5           | 20 aprile     |
| 14 ottobre  | 1-0         | Opatija - Krk                      | 2-1           | 20 aprile     |
| 14 ottobre  | 1-1         | Marsonia - Jadran LP               | 3-2           | 20 aprile     |
| 14 ottobre  | 2-1         | Hrv. dragovoljac - Trnje           | 1-3           | 20 aprile     |
| 14 ottobre  | 1-1         | Radnik Križevci - Mladost Ždralovi | 0-3           | 20 aprile     |

| Andata (10ª) | Andata (10ª) | 10ª giornata                 | Ritorno (25ª) | Ritorno (25ª) |
|              |              |                              |               |               |
| 21 ottobre   | 1-2          | Dugo Selo - Mladost Ždralovi | 1-3           | 27 aprile     |
| 21 ottobre   | 0-2          | Trnje - Radnik Križevci      | 1-4           | 27 aprile     |
| 21 ottobre   | 2-1          | Jadran LP - Hrv. dragovoljac | 0-0           | 27 aprile     |
| 21 ottobre   | 1-2          | Krk - Marsonia               | 3-2           | 27 aprile     |
| 21 ottobre   | 1-1          | Grobničan - Opatija          | 0-1           | 27 aprile     |
| 21 ottobre   | 6-0          | Hrvace - Belišće             | 2-0           | 27 aprile     |
| 21 ottobre   | 1-1          | Karlovac 1919 - Kustošija    | 1-0           | 27 aprile     |
| 21 ottobre   | 1-1          | Bjelovar - Jadran Poreč      | 1-2           | 27 aprile     |

| Andata (11ª) | Andata (11ª) | 11ª giornata                | Ritorno (26ª) | Ritorno (26ª) |
|              |              |                             |               |               |
| 28 ottobre   | 1-1          | Jadran Poreč - Dugo Selo    | 1-1           | 4 maggio      |
| 28 ottobre   | 1-1          | Kustošija - Bjelovar        | 2-0           | 4 maggio      |
| 28 ottobre   | 1-1          | Belišće - Karlovac 1919     | 0-2           | 4 maggio      |
| 28 ottobre   | 1-0          | Opatija - Hrvace            | 1-2           | 4 maggio      |
| 28 ottobre   | 2-0          | Marsonia - Grobničan        | 2-4           | 4 maggio      |
| 28 ottobre   | 1-1          | Hrv. dragovoljac - Krk      | 2-2           | 4 maggio      |
| 28 ottobre   | 0-2          | Radnik Križevci - Jadran LP | 2-1           | 4 maggio      |
| 28 ottobre   | 3-0          | Mladost Ždralovi - Trnje    | 1-0           | 4 maggio      |

| Andata (12ª) | Andata (12ª) | 12ª giornata                 | Ritorno (27ª) | Ritorno (27ª) |
|              |              |                              |               |               |
| 4 novembre   | 2-0          | Dugo Selo - Trnje            | 1-0           | 11 maggio     |
| 4 novembre   | 0-0          | Jadran LP - Mladost Ždralovi | 0-1           | 11 maggio     |
| 4 novembre   | 0-1          | Krk - Radnik Križevci        | 1-2           | 11 maggio     |
| 4 novembre   | 3-1          | Grobničan - Hrv. dragovoljac | 0-2           | 11 maggio     |
| 4 novembre   | 2-1          | Hrvace - Marsonia            | 3-2           | 11 maggio     |
| 4 novembre   | 2-1          | Karlovac 1919 - Opatija      | 0-1           | 11 maggio     |
| 4 novembre   | 4-1          | Bjelovar - Belišće           | 4-2           | 11 maggio     |
| 4 novembre   | 2-2          | Jadran Poreč - Kustošija     | 2-4           | 11 maggio     |

| Andata (13ª) | Andata (13ª) | 13ª giornata                | Ritorno (28ª) | Ritorno (28ª) |
|              |              |                             |               |               |
| 11 novembre  | 4-0          | Kustošija - Dugo Selo       | 1-0           | 18 maggio     |
| 11 novembre  | 1-1          | Belišće - Jadran Poreč      | 0-3           | 18 maggio     |
| 11 novembre  | 4-2          | Opatija - Bjelovar          | 2-0           | 18 maggio     |
| 11 novembre  | 2-1          | Marsonia - Karlovac 1919    | 1-2           | 18 maggio     |
| 11 novembre  | 3-0          | Hrv. dragovoljac - Hrvace   | 4-0           | 18 maggio     |
| 11 novembre  | 2-1          | Radnik Križevci - Grobničan | 0-2           | 18 maggio     |
| 11 novembre  | 2-0          | Mladost Ždralovi - Krk      | 1-0           | 18 maggio     |
| 11 novembre  | 1-1          | Trnje - Jadran LP           | 1-1           | 18 maggio     |

| Andata (14ª) | Andata (14ª) | 14ª giornata                     | Ritorno (29ª) | Ritorno (29ª) |
|              |              |                                  |               |               |
| 18 novembre  | 0-0          | Dugo Selo - Jadran LP            | 1-2           | 25 maggio     |
| 18 novembre  | 2-3          | Krk - Trnje                      | 1-2           | 25 maggio     |
| 18 novembre  | 2-1          | Grobničan - Mladost Ždralovi     | 0-3           | 25 maggio     |
| 18 novembre  | 0-2          | Hrvace - Radnik Križevci         | 3-3           | 25 maggio     |
| 18 novembre  | 1-0          | Karlovac 1919 - Hrv. dragovoljac | 0-2           | 25 maggio     |
| 18 novembre  | 2-2          | Bjelovar - Marsonia              | 2-0           | 25 maggio     |
| 18 novembre  | 2-1          | Opatija - Jadran Poreč           | 2-0           | 25 maggio     |
| 18 novembre  | 1-0          | Kustošija - Belišće              | 6-1           | 25 maggio     |

| \| Andata (15ª) \| Andata (15ª) \| 15ª giornata \| Ritorno (30ª) \| Ritorno (30ª) \| \| \| \| \| \| \| \| 25 novembre \| 0-0 \| Belišće - Dugo Selo \| 2-5 \| 1° giugno \| \| 25 novembre \| 2-0 \| Opatija - Kustošija \| 0-1 \| 1° giugno \| \| 25 novembre \| 2-0 \| Marsonia - Jadran Poreč \| 3-1 \| 1° giugno \| \| 25 novembre \| 3-2 \| Hrv. dragovoljac - Bjelovar \| 2-3 \| 1° giugno \| \| 25 novembre \| 0-1 \| Radnik Križevci - Karlovac 1919 \| 0-2 \| 1° giugno \| \| 25 novembre \| 1-0 \| Mladost Ždralovi - Hrvace \| 2-1 \| 1° giugno \| \| 25 novembre \| 1-0 \| Trnje - Grobničan \| 0-3 \| 1° giugno \| \| 25 novembre \| 1-1 \| Jadran LP - Krk \| 3-2 \| 1° giugno \| |              |                                 |               |               |
| Andata (15ª) | Andata (15ª) | 15ª giornata                    | Ritorno (30ª) | Ritorno (30ª) |
| |              |                                 |               |               |
| 25 novembre | 0-0          | Belišće - Dugo Selo             | 2-5           | 1° giugno     |
| 25 novembre | 2-0          | Opatija - Kustošija             | 0-1           | 1° giugno     |
| 25 novembre | 2-0          | Marsonia - Jadran Poreč         | 3-1           | 1° giugno     |
| 25 novembre | 3-2          | Hrv. dragovoljac - Bjelovar     | 2-3           | 1° giugno     |
| 25 novembre | 0-1          | Radnik Križevci - Karlovac 1919 | 0-2           | 1° giugno     |
| 25 novembre | 1-0          | Mladost Ždralovi - Hrvace       | 2-1           | 1° giugno     |
| 25 novembre | 1-0          | Trnje - Grobničan               | 0-3           | 1° giugno     |
| 25 novembre | 1-1          | Jadran LP - Krk                 | 3-2           | 1° giugno     |

## Classifica marcatori
| Pos.                       | Giocatore         | Club             | Reti |
| -------------------------- | ----------------- | ---------------- | ---- |
| 1                          | Goodness Ajayi    | Opatija          | 16   |
| 2                          | Luka Pisačić      | Mladost Ždralovi | 15   |
| 2                          | Dražen Pilčić     | Grobničan Čavle  | 15   |
| 4                          | Selmir Mahmutović | Marsonia 1909    | 14   |
| 5                          | Sedin Ljuca       | Hrvace           | 12   |
| 5                          | Nino Stojanović   | Bjelovar         | 12   |
| 7                          | Fran Petković     | Kustošija        | 11   |
| 7                          | Nikola Marić      | Mladost Ždralovi | 11   |
| 7                          | Frano Medić       | Jadran Ploče     | 11   |
| Fonte: SuperSport Druga NL |                   |                  |      |

## Qualificazioni

### Per la 1. NL
Le "qualificazioni per il riempimento della 1. NL" (in lingua croata: Kvalifikacije za popunu 1.NL) vedono coinvolte la penultima della 1. NL 2023-2024 (Orijent) e la seconda della 2. NL 2023-2024 (Kustošija) per un posto in 1. NL 2024-2025.
| Squadra 1 | Totale | Squadra 2 | Andata     | Ritorno    |
| --------- | ------ | --------- | ---------- | ---------- |
|           |        |           | 09.06.2024 | 14.06.2024 |
| Kustošija | 2 – 4  | Orijent   | 1 – 2      | 1 – 2      |

### Per la 2. NL
Le "qualificazioni per il riempimento della 2. NL" (in lingua croata: Kvalifikacije za popunu 2.NL) vedono coinvolte la terz'ultima della 2. NL 2023-2024 (Jadran Parenzo) e le vincitrici dei 5 gironi della 3. NL 2023-2024.
Nessun club della 3. NL Nord ha ricevuto la licenza per la 2. NL, il che significa che lo Jadran Parenzo non giocherà le qualificazioni per riempire la 2. NL.
| Squadra 1        | Totale          | Squadra 2    | Andata     | Ritorno    |
| ---------------- | --------------- | ------------ | ---------- | ---------- |
|                  |                 |              | 09.06.2024 | 16.06.2024 |
| Segesta          | 3 – 3 (4-2 dtr) | HNK Zara     | 2 – 1      | 1 – 2      |
| Slavonija Požega | 1 – 3           | Uljanik Pola | 0 – 0      | 1 – 3      |

Le vincitrici delle 2 sfide vengono ammesse alla 2. NL 2024-2025.